# Ivy Dumont
Dame Ivy Leona Dumont, DCMG (sinh ngày 2 tháng 10 năm 1930)  là Toàn quyền thứ sáu của Bahamas.
Bà là người phụ nữ đầu tiên ở Bahamas giữ chức vụ này, từ ngày 1 tháng 1 năm 2002 (tạm quyền từ ngày 13 tháng 11 năm 2001) cho đến ngày 30 tháng 11 năm 2005. Trước đây bà từng là Bộ trưởng Giáo dục từ năm 1995 đến năm 2000.

## Đầu đời
Ivy Leona Turnquest sinh ngày 2 tháng 10 năm 1930, tại Róe trên Long Island ở Bahamas , là con gái của Cecelia Elizabeth (nhũ danh Darville) và Alphonso Tennyton Turnquest.  Sau khi hoàn thành chương trình giáo dục tiểu học tại các khu định cư Roses và Buckleys trên Long Island, Turnquest tiếp tục đi học tại Trường Trung học Chính phủ ở New Providence.  Đạt được Chứng chỉ Cambridge Junior năm 1946 và Chứng chỉ cao cấp Cambridge năm 1947, Turnquest tốt nghiệp năm 1948. Cô tiếp tục học tại Trường Cao đẳng Sư phạm Bahamas, lấy chứng chỉ đào tạo vào năm 1951.  Trong khoảng thời gian này, Turnquest kết hôn với Reginald Dumont, một người nhập cư Guyan, làm việc cho Lực lượng Cảnh sát Bahamas vào ngày 24 tháng 8 năm 1951.  Cô bắt đầu làm việc cho Bộ Giáo dục và Văn hóa với tư cách là một giáo viên thực tập  và nhận được chứng chỉ giảng dạy đầy đủ vào năm 1954. 

## Nghề nghiệp
Khi nhận được chứng nhận sư phạm, Dumont bắt đầu sự nghiệp với tư cách là một giáo viên đứng lớp.  Năm 1962 và 1963, cô học tại Hoa Kỳ với tư cách là học giả Fulbright và sau đó vào năm 1965, nhận được Chứng chỉ Giáo dục phổ thông từ Học viện công đoàn Giáo viên. Từ năm 1968 đến 1970, Dumont theo Đại học Miami,  tốt nghiệp với bằng cử nhân giáo dục. Được bổ nhiệm làm giáo viên chủ nhiệm tại thời điểm đó,   Dumont sau đó chuyển sang quản lý, làm cán bộ giáo dục và là phó giám đốc đào tạo,  trước khi hoàn thành sự nghiệp giáo dục sau 21 năm vào năm 1975. 
Sau đó, Dumont bắt đầu làm phó thư ký thường trực của Bộ Công trình và Tiện ích vào năm 1975. Bà tiếp tục việc học của mình và theo học tại Đại học Nova năm 1976. Dumont tốt nghiệp tiến sĩ về hành chính công năm 1978 và cùng năm đó rời Bộ Công trình  và bắt đầu làm việc cho Roywest Trust Corporation / Nat West International Trust Holdings Limited với tư cách là một cán bộ đào tạo.  Cô ở lại với Nat West trong mười ba năm tiếp theo, làm trợ lý giám đốc, sau đó là giám đốc nhân sự và quản lý quan hệ nhóm, trước khi nghỉ hưu năm 1991.  
Năm 1992, Dumont được bổ nhiệm vào Thượng viện với tư cách là đại diện của Phong trào Quốc gia Tự do (FNM). Đồng thời, bà được Thủ tướng Hubert Ingraham đề bạt vào nội các, để giữ chức Bộ trưởng Bộ Y tế và Môi trường. Bà giữ vị trí này cho đến năm 1995, khi bà được chuyển đến Bộ Giáo dục và Đào tạo. Bộ đó và chức vụ của Dumont chuyển sang Bộ Giáo dục vào năm 1997. Bà đã rời nội các năm 2000, nhưng vẫn giữ ghế Thượng viện. Năm 2001, khi Sir Orville Turnquest từ chức Toàn quyền để tạo điều kiện cho con trai ông Tommy Turnquest ra tranh cử lãnh đạo đảng vào năm sau, Dumont được chọn làm người thay thế tạm thời vào ngày 13 tháng 11 năm 2001. Bà được xác nhận là Toàn quyền thường trực  vào ngày 1 tháng 1 năm 2002, trở thành người phụ nữ đầu tiên giữ chức vụ này.   Bà đã từ chức từ ngày 30 tháng 11 năm 2005. 
Năm 2007, Đại học West Indies đã trao bằng tiến sĩ luật danh dự cho Dumont.  Sau khi rời khỏi đời sống chính trị, Dumont đã viết cuốn tự truyện, Từ Roses đến Mount Fitzwilliam và vẫn hoạt động, nói chuyện với các trường công lập và khuyến khích giới trẻ để tiếp tục theo đuổi ước mơ học tập. 

### Trích dẫn
1. ↑  Hồ sơ của Dame Ivy Leona Dumont
2. 1 2 3 4 5  Bahamas Information Services 2011, tr. 29.
3. ↑  Bahamas Civil Registration 1930.
4. 1 2 3  The Nassau Guardian 2001.
5. ↑  Bahamas National 2011.
6. 1 2 3 4  East & Thomas 2014, tr. 34.
7. 1 2 3 4 5  Government of The Bahamas 2011.
8. ↑  The Nassau Guardian 2002.
9. ↑  Pinder 2005.
10. ↑  Bahamas Weekly 2007.
11. ↑  The Nassau Guardian 2011.